# Habenaria apetala
Habenaria apetala är en orkidéart som beskrevs av François Gagnepain. Habenaria apetala ingår i släktet Habenaria och familjen orkidéer. Inga underarter finns listade i Catalogue of Life.